# Pheidole megacephala
Fourmi à grosse tête
Espèce
Pheidole megacephala, la Fourmi à grosse tête, est une espèce de fourmis originaire de l'île Maurice. 

## Répartition
C'est une espèce envahissante qui est parvenue à se répandre sur toute la surface de la Terre. Elle est classée par l'UICN parmi les cent espèces envahissantes les plus nuisibles.
Dans les zones envahies, elle est une menace pour les invertébrés et la végétation locale. Elle pose aussi problème lorsqu'elle entre dans les habitations. Elle est très prolifique : une reine peut pondre 1 500 œufs par jour. Une étude réalisée en 2012  montre que son introduction à Hawaï est responsable de la disparition du lézard Emoia impar, mais aussi de nombreuses autres espèces de vertébrés endémiques de l'île.
Au Kenya, l'invasion de Pheidole megacephala a eu pour effet que les lions (Panthera leo) chassent les buffles (Syncerus caffer) plutôt que les zèbres (Equus quagga). Les fourmis à grosse tête ont en effet réduit les populations des fourmis indigènes (Crematogaster spp.) qui protégeaient les acacias (Vachellia drepanolobium), rendant ces arbres vulnérables au broutage des éléphants (Loxodonta africana) ce qui a accru la visibilité à distance dans les paysages de savane arborée : les lions sont devenus moins efficaces dans leur chasse aux zèbres. Leur nombre n'a cependant pas diminué car ils se sont rabattus sur les buffles, moins rapides : un minuscule envahisseur a reconfiguré la dynamique prédateur-proie chez une espèce emblématique,,.

## Galerie

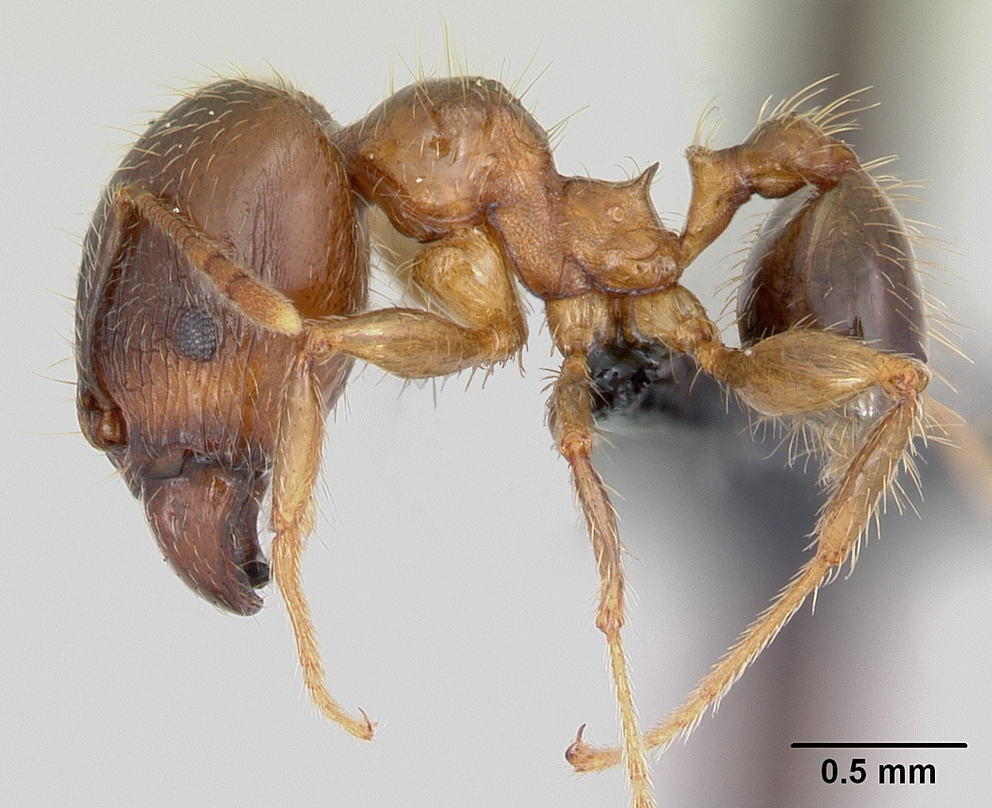
Profil.
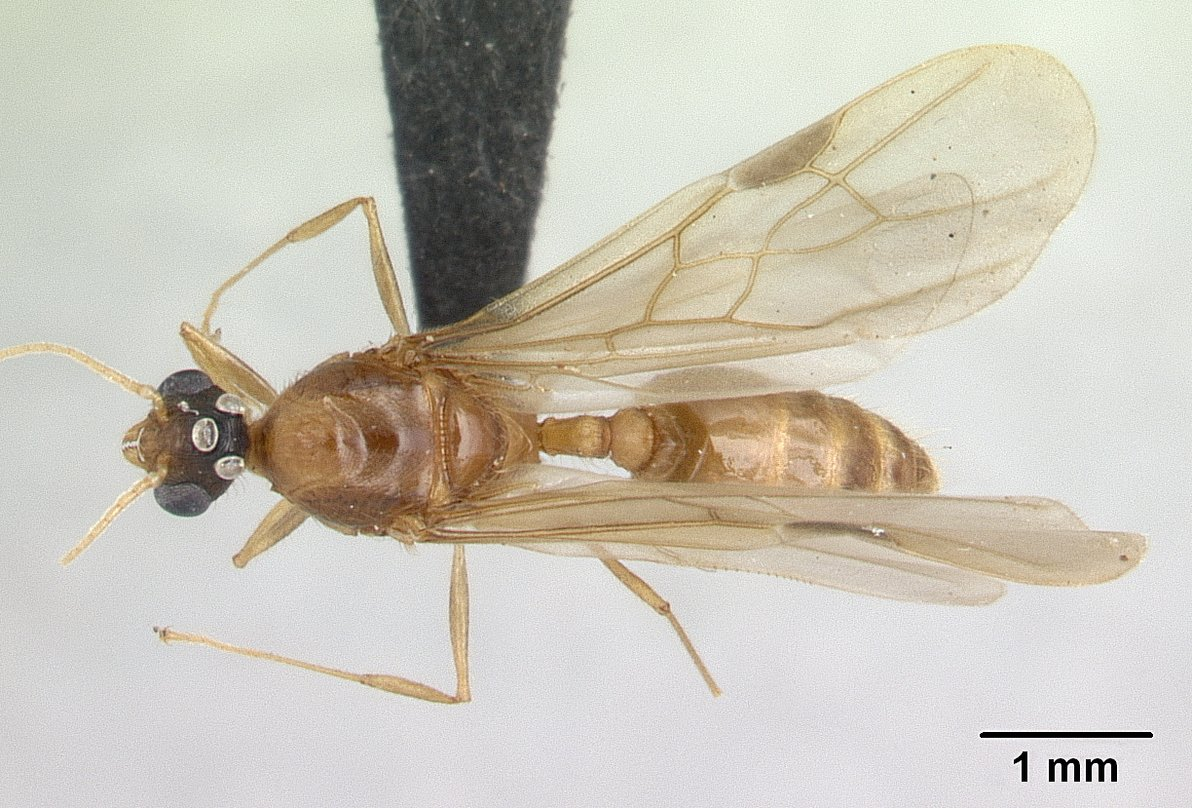
Dorsal.

## Taxinomie

### Sous-espèces
Selon AntWeb (22 mars 2012), cette espèce comprend les sous-espèces suivantes :
- Pheidole megacephala costauriensis
- Pheidole megacephala duplex
- Pheidole megacephala ilgi
- Pheidole megacephala impressifrons
- Pheidole megacephala megacephala
- Pheidole megacephala melancholica
- Pheidole megacephala nkomoana
- Pheidole megacephala rotundata
- Pheidole megacephala scabrior
- Pheidole megacephala speculifrons
- Pheidole megacephala talpa

### Synonymes
- Atta testacea Smith 1858
- Formica edax Forskal 1775
- Formica megacephala Fabricius 1793
- Myrmica suspiciosa Smith 1859
- Myrmica trinodis Losana 1834
- Oecophthora perniciosa Gerstacker 1859
- Oecophthora pusilla Heer 1852